# Долний Дисан
До́лний Диса́н (колишнє Доні-Дисан; мак. Долни Дисан) — село у Північній Македонії, у складі общини Неготино Вардарського регіону.
Населення — 931 особа (перепис 2002) в 280 господарствах.

## Видатні уродженці
- Рісто Давчевський (1935—2009) — македонський поет, письменник новел, прозаїк, драматург, дитячий письменник.